# ジョン・アシュバーナム (初代アシュバーナム伯爵)

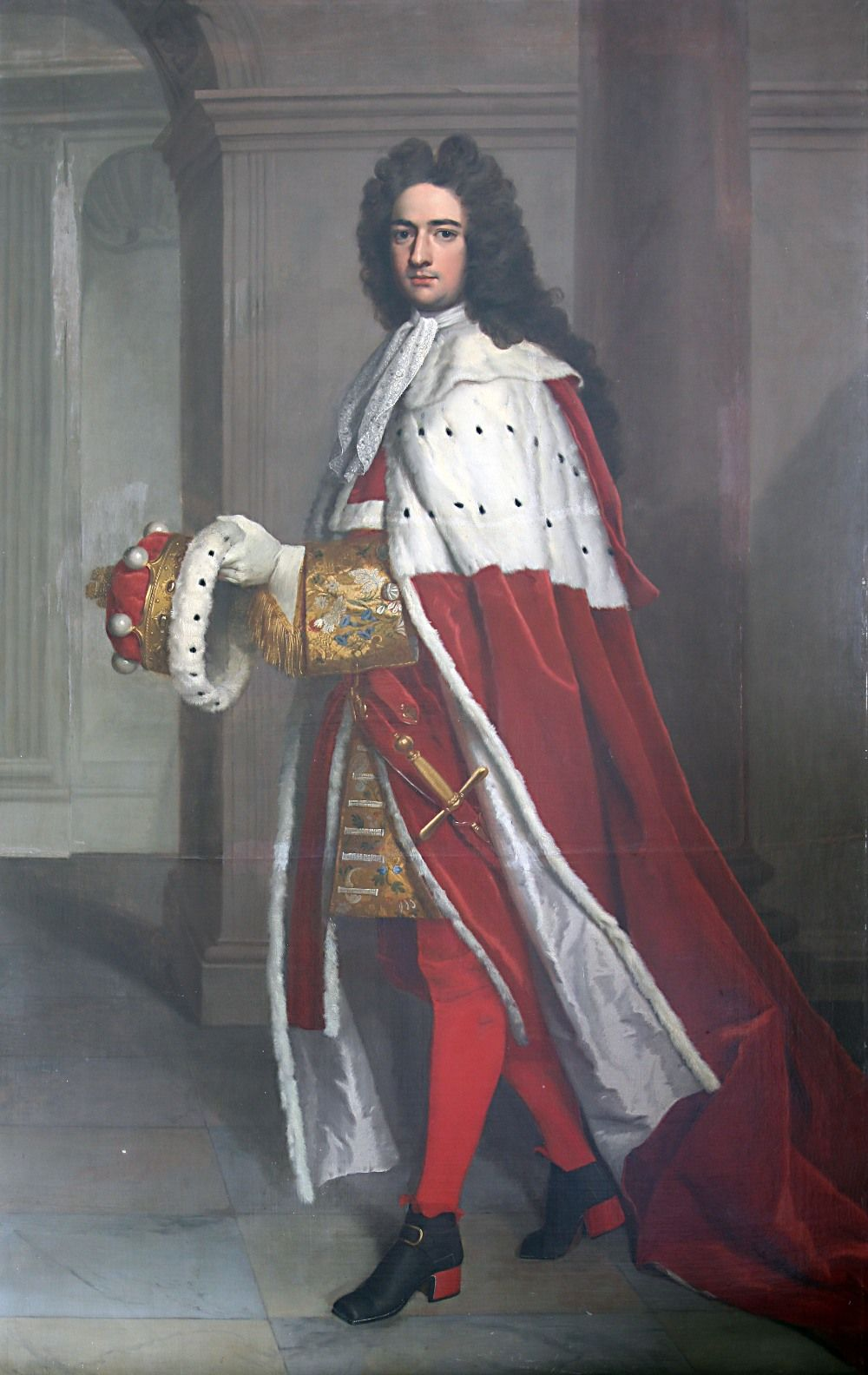
初代アシュバーナム伯爵ジョン・アシュバーナム

初代アシュバーナム伯爵ジョン・アシュバーナム（英語: John Ashburnham, 1st Earl of Ashburnham、1687年3月13日 – 1737年3月10日）は、イギリスの貴族。

## 生涯
初代アシュバーナム男爵ジョン・アシュバーナムとブリジット・ヴォーン（Bridget Vaughan）の次男として生まれ、1687年3月13日に洗礼を受けた。初代アシュバーナム男爵は次男が軍人の道を歩むべきと考え、マールバラ公爵に働きかけて、1707年にジョンを少佐として第1近衛騎馬隊に入隊させた。その後、1713年から1715年まで第1近衛騎馬隊の隊長を務めた。
1708年にライ選挙区から出馬して敗れた後、1710年2月にヘイスティングズ選挙区から出馬して当選した。このときの議席は1710年1月に父が死去したため爵位を継承した兄ウィリアムの議席だったが、ウィリアムが6月16日に急死したためジョンはアシュバーナム男爵を継承、庶民院の議席を失った。トーリー党の家族で育ったためトーリー党員になるものと思われたが、貴族院に移籍した直後はロバート・ハーレー派トーリー党への加入を拒否した。その後、同年10月にトーリー党の第2代オーモンド公爵ジェームズ・バトラーの娘と結婚し、一時はトーリー党員としてふるまい、1713年6月から1714年まで五港副長官を務めた。しかし、1714年8月以降のハノーヴァー朝初期に与党派ホイッグ党支持に鞍替えしたため、1730年5月14日にアシュバーナム伯爵に叙され、1731年11月には国王親衛隊隊長に任命された。また、1728年から1731年6月まで王太子フレデリック・ルイスの寝室侍従を務めた。

## 家族
初代アシュバーナム伯爵は3度結婚した。1710年10月21日、第2代オーモンド公爵ジェームズ・バトラーの娘メアリー（1713年没）と結婚したが、2人の間に子供はいなかった。1714年7月24日、第9代ダービー伯爵ウィリアム・スタンリーの娘第4代ストレンジ女男爵ヘンリエッタ・スタンリー（1718年没）と再婚、1女をもうけた。
- ヘンリエッタ（1716年頃 – 1732年） - 第5代ストレンジ女男爵

1724年3月14日、初代ケント公爵ヘンリー・グレイの娘ジェマイマ（Jemima、1731年没）と再婚、1男をもうけた。
- ジョン（1724年 – 1812年） - 第2代アシュバーナム伯爵[4]